# Pardirallus maculatus
Il rallo macchiato (Pardirallus maculatus Boddaert, 1783) è un uccello della famiglia dei Rallidi originario dell'America centro-meridionale e dei Caraibi.

## Tassonomia
Attualmente vengono riconosciute due sottospecie di rallo macchiato:
- P. m. insolitus (Bangs e Peck, 1908) (regione compresa tra Messico e Costa Rica);
- P. m. maculatus (Boddaert, 1783) (regione compresa tra Colombia, Brasile orientale, Perù e Argentina, e isole dei Caraibi).

## Descrizione
Il rallo macchiato è un Rallide di medie dimensioni (25–32 cm), caratterizzato da un lungo becco e da un piumaggio estremamente variegato. Testa e collo, di colore marrone-nerastro, sono ricoperti da una serie di macchie bianche, a eccezione della sommità del capo e della nuca; le regioni superiori sono nerastre e presentano alcune larghe macchie marroni e strisce bianche (macchie in P. m. insolitus) che si suddividono in macchioline più piccole lungo la parte bassa del dorso e il sopraccoda; sulla coda non vi sono macchie bianche; le ali sono marroncine e presentano poche macchie (del tutto assenti sulle penne scapolari e terziarie in P. m. insolitus); sul petto vi sono delle strisce bianche e nere, così come sui fianchi e sul ventre; il sottocoda è bianco. L'iride è rossa; il becco è oliva-giallastro, con una macchia rosso-arancio alla base; le zampe e i piedi sono di colore rosso-arancio chiaro o rosso-rosa. I sessi sono simili, ma le femmine sono più piccole.

## Distribuzione e habitat
Il rallo macchiato è molto diffuso, ma occupa un areale discontinuo. È presente in Messico (Nayarit, Michoacán, Guerrero, Puebla, Veracruz, Quintana Roo, Oaxaca, Chiapas e Yucatán), Belize (laguna di Ycacos), El Salvador, Costa Rica (Guanacaste e Cartago), Panama, Cuba (compresa probabilmente l'isola della Gioventù), Hispaniola (Repubblica Dominicana), Trinidad e Tobago, Colombia centrale e orientale (Valle del Cauca, Cauca, Magdalena, Distrito Capital e Meta), Venezuela occidentale e settentrionale (Mérida, Portuguesa, Carabobo e Aragua), Suriname, Guiana Francese, Brasile orientale (Amapá, Pará e Ceará), Ecuador occidentale (Esmeraldas occidentale, Guayas sud-orientale ed El Oro), Bolivia orientale (Santa Cruz e Tarija), Perù nord-occidentale e sud-orientale (Piura Lambayeque, La Libertad e Madre de Dios), Paraguay, Uruguay (Montevideo, Canelones, Maldonado, Treinta y Tres, Cerro Largo, San José, Colonia, Rocha e Lavalleja) e Argentina settentrionale (Tucumán, Córdoba e Buenos Aires).
Vive prevalentemente nelle paludi.

## Biologia
Il rallo macchiato è una creatura riservata e non facilmente osservabile, ma spesso lascia i propri ripari per andare in cerca di cibo in zone aperte nelle prime ore della mattina. È in grado di correre velocemente e attraversa al passo anche zone aperte, addirittura strade. In Costa Rica è abbastanza numeroso e, se le condizioni sono favorevoli, in 22 ettari di territorio possono essere presenti 8-9 esemplari. Tali densità sono state registrate anche nelle risaie della Valle del Cauca, in Colombia. Il nido è costituito da una rozza struttura di ramoscelli posta in vicinanza dell'acqua. La femmina depone da 2 a 7 uova di color camoscio, ricoperte da macchioline viola scuro.